# Seznam vedlejších robotích postav ve Futuramě
Toto je seznam vedlejších robotích postav seriálu Futurama. 

## Flexo
Flexo vypadá přesně jako Bender, avšak nosí bradku. Svým chováním jsou si dost podobní, jsou přátelé a rádi si dělají srandu z Frye. Seznámili se, když Fry srazil Flexa automobilem. Postavu namluvil John DiMaggio.

## Roberto
Roberto je psychopatický zločinec, jeho tělo připomíná náhrobek a v ruce má obvykle nůž. Vykradl jednu banku třikrát po sobě. Postavu namluvil David Herman.

## Calculon
Calculon je filmová hvězda, hlavní postava telenovely All my Circuits (Velmi křehké obvody). Je nejslavnějším robotem. Postavu namluvil Maurice LaMarche.
Byl sestrojen roku 1997 jako jeřáb pracující na tzv. projektu SATAN (auto vytvořené ze součástek aut ve kterém jezdili vrazi, diktátoři, tyrani...). Jenže z auta se stal autodlak (automobilový vlkodlak) který Calculona napadl, takže se stal autodlak i z něj. V průběhu 3. tisíciletí měnil design, aby mohl nenápadněji napadat jiné roboty a tak z nich dělat autodlaky. V roce 3000 pracuje jako herec v oblíbeném televizním seriálu „Velmi křehké obvody“. Jeho postava se jmenuje také Calculon.

## Roboďábel
Roboďábel je šéf v robopekle a má velmi šikovné ruce - umí hrát výborně na zlaté housle. Postavu namluvil Dan Castelanetta.

## Robosanta
Robosanta byl zkonstruován jako robot, jenž měl o Vánocích rozdávat hodným lidem dárky a zlé lidi měl trestat. V jeho programu se však vyskytla chyba, díky níž jsou nároky na to být hodný nesplnitelné (až na doktora Zoidberga, toho vyhodnotil jako hodného). Vánoce se tudíž staly časem, kdy se každý snaží zachránit před zabijáckým Robosantou. John Goodman/John DiMaggio.

## Kwanzaa bot
Kwanzaa bot je africký ekvivalent Robosanty. Postavu namluvil Coolio.

## Mlátička (Crushinator)
Mlátička je robustní fembot, jenž se dá použít i jako dopravní prostředek. Žila na Měsíci jako "robodcera" farmáře.

## URL
URL je policista, který se vždy objevuje se svým lidským parťákem Smittym.

## Požitkářský robot (Hedonbot)
Hedonbot je zlatý robot v řecko-římském stylu. Jeho tvar připomíná postavu ležící na pohovce. Často pojídá všemožné pokrmy a je vlastníkem divadla. Jeho tělo nemá ruce, aby se neunavoval jejich pohybem při jídle a nemusel nikdy pracovat. Místo toho jsou ruce součástí lůžka, a tím jako kdyby ho obsluhoval někdo jiný. Postavu namluvil Maurice LaMarche.